# Vergini di Hiroshima

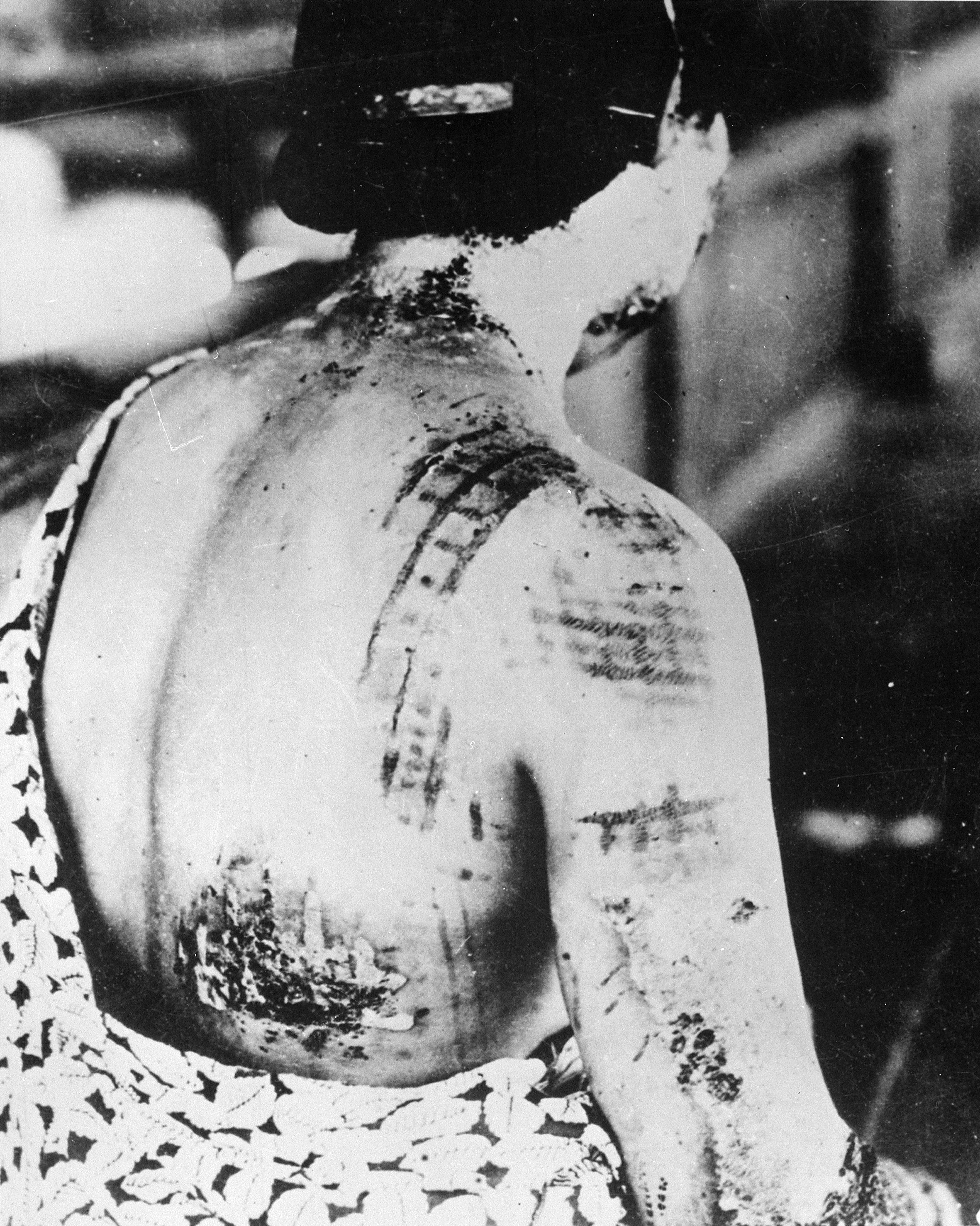
Le ustioni sul corpo di questa sopravvissuta hanno ripreso i motivi del kimono che stava indossando: le aree più chiare del kimono hanno riflesso la luce intensa dell'esplosione, riducendo al minimo le ustioni; nelle zone in cui le cuciture del kimono erano più strette – come le spalle – le ustioni sono invece più gravi. Le aree con le cuciture più allentate non mostrano invece segni di ustione

Le vergini di Hiroshima sono un gruppo di 25 donne giapponesi che, al momento del bombardamento atomico di Hiroshima del 6 agosto 1945, erano delle giovani donne e che vennero sfigurate pesantemente a causa dell'intensa luce provocata dalla bomba. In seguito, nel 1955, le ragazze andarono negli Stati Uniti d'America sotto l'attenzione mediatica per sottoporsi a una serie di interventi chirurgici ricostruttivi.
I volti delle ragazze svilupparono vistosi cheloidi in seguito alle ustioni, e molte delle ferite sulle mani portarono queste ultime ad assumere una forma ad "artiglio" con un'innaturale curvatura. Queste donne, così come tutti i sopravvissuti che hanno subito le conseguenze della bomba atomica, vengono indicate come hibakusha (被爆者?), "coloro che sono stati colpiti dal bombardamento").

## Origine
Nel 1951, una delle sopravvissute della bomba di Hiroshima, Shigeko Niimoto, si era sottoposta a diverse operazioni chirurgiche in Giappone per tentare di guarire le cicatrici sul volto, senza successo. Ad un incontro religioso, il reverendo Kiyoshi Tanimoto la invitò ad un incontro di altre persone che erano state colpite dalla bomba. Niimoto in seguito propose al reverendo l'idea di formare un gruppo di sostegno per le altre ragazze affette dagli stessi problemi che Niimoto conosceva; gli incontri si svolgevano nella chiesa stessa del reverendo. Le donne che partecipavano al gruppo di sostegno condividevano delle esperienze simili: dopo la guerra, i genitori iniziarono a nasconderle alla vista degli altri, le persone le fissavano quando uscivano all'esterno, avevano difficoltà a trovare lavoro e venivano respinte come potenziali mogli per la paura che il loro patrimonio genetico fosse danneggiato. Dal momento che il reverendo aveva acquisito una certa fama negli Stati Uniti, essendo stato il soggetto di un popolare libro del 1946 del giornalista John Hersey intitolato Hiroshima, Tanimoto creò insieme ai giornalisti americani una fondazione benefica per aiutare le vittime di Hiroshima ed «esplorare le vie della pace». La "Hiroshima Peace Centre Foundation" venne quindi fondata grazie alla collaborazione di Tanimoto, Hersey, Pearl S. Buck, Norman Cousins e il reverendo Marvin Green.
Uno degli obiettivi della fondazione era quello di occuparsi del gruppo di donne sfigurate, al quale Tanimoto si riferiva come la "Società delle ragazze del cheloide". Grazie all'aiuto della giornalista Shizue Masugi, in seguito Tanimoto riuscì a raccogliere dei fondi per poter garantire degli interventi di chirurgia plastica al suo gruppo. I giornali iniziarono a riferirsi alle donne come genbaku otome ("vergini della bomba atomica"), e nel 1952 circa venti di esse vennero operate a Tokyo e Osaka. La chirurgia plastica in Giappone non era così avanzata come negli Stati Uniti, così Tanimoto cercò di trovare un modo per portare le donne in America. Venuto a conoscenza degli sforzi del reverendo, il giornalista statunitense Norman Cousins, che lavorava per il Saturday Review, decise di aiutare Tanimoto. Furono trovati due dottori del Mount Sinai Hospital di New York, William Maxwell Hitzig e Arthur Barsky, che si offrirono di supervisionare le operazioni, e il 5 maggio 1955 un gruppo di 25 donne (tutte sotto i trent'anni, alcune adolescenti) partirono in viaggio verso gli Stati Uniti, per sottoporsi a una serie di interventi ricostruttivi. Il nome di "vergini di Hiroshima" venne dato loro al momento del loro arrivo al Mount Sinai Hospital. La grande copertura mediatica dell'evento fu soprattutto merito di Norman Cousins, un dichiarato sostenitore del disarmo nucleare.

## Copertura mediatica in Occidente
Al momento del suo arrivo negli Stati Uniti, Tanimoto fu ospite del programma televisivo This Is Your Life l'11 maggio 1955. Durante il programma, una serie di ospiti descrissero di fronte al pubblico in studio alcuni dei momenti più significativi della vita di Tanimoto; tra di essi vi furono due delle vergini di Hiroshima (con i volti coperti) e il capitano Robert Alvin Lewis, copilota dell'Enola Gay, l'aereo che sganciò la bomba Little Boy su Hiroshima.
In totale, durante i diciotto mesi di permanenza del gruppo negli Stati Uniti, vennero eseguite 138 operazioni chirurgiche sulle 25 donne. Durante questo periodo, le donne vivevano con un gruppo di genitori adottivi facenti parte del movimento dei quaccheri. Hiroko Tasaka, che si può ascoltare nel successivo broadcast di CBC, era nota come la "campionessa della chirurgia", per aver sostenuto il maggior numero di operazioni chirurgiche (13) tra tutte le altre donne del gruppo. Una delle vergini, Tomoko Nakabayashi, morì per arresto cardiaco mentre si stava sottoponendo a un'operazione ricostruttiva il 24 maggio 1956; i dottori dichiararono che la causa furono una serie di complicazioni ed errori avvenuti durante l'operazione, e non gli effetti delle radiazioni.